# Correa calycina
Correa calycina är en vinruteväxtart som beskrevs av John McConnell Black. Correa calycina ingår i släktet Correa och familjen vinruteväxter. Utöver nominatformen finns också underarten C. c. halmaturorum.